# Карлтон Хаус Тераса
Карлтон Хаус тераса је улица у четврти Светог Јакова у Вестминстеру, у Лондону. Његова главна архитектонска особина јесте пар тераса белих кућа са штукатурама на јужној страни улице с погледом на парк Светог Јакова. Ове терасе су изграђене на крунској земљи између 1827. и 1832. године, према укупним пројектима Џона Неша, али уз детаљан допринос других архитеката, укључујући Децимуса Буртона, који је ексклузивно дизајнирао бр. 3 и бр. 4. Ова зграда је некада била првобитна локација за уреде који су припадали Одељењу за истраживање информација (ИРД), тајном огранку Министарства спољних послова Уједињеног Краљевства посвећеном стварању колонијалне и антикомунистичке пропаганде током Хладног рата. 

## Историја
Земљиште на којем је изграђена Карлтон Хаус тераса некада је било део терена палате Светог Јакова, познате као „Краљевски врт“ и „Пустиња“. 
1. ↑  Lashmar, Paul; Oliver, James (1988). Britain’s Secret Propaganda War 1948-1977. Phoenix Mill: Sutton Publishing. стр. 30.